# Touch (canção de Little Mix)
"Touch" é uma canção da girlgroup britânica Little Mix, contida em seu quarto álbum de estúdio, Glory Days. Servindo como segundo single do mesmo e também como "single promocional" seu lançamento ocorreu em 17 de novembro de 2016. Foi composta por Hanni Ibrahim, Patrick Patrikios, A.S. Govere e Phil Plested. Uma versão remix, com vocais do rapper americano Kid Ink foi lançada em 18 de fevereiro de 2017. O mesmo foi incluso na reedição do álbum Glory Days, "Glory Days: The Platinum Edition" (2017).

## Antecedentes
Na semana de lançamento do álbum, Little Mix liberou três canções promocionais para "download" na Internet, tendo anteriormente liberado três singles promocionais; "Touch" foi a quarta canção liberada no dia 17 de novembro de 2016.
A canção foi anunciada como segundo single oficial do álbum, Glory Days, no dia 4 de dezembro de 2016. No final de fevereiro, de 2017, uma rádio americana fez um anúncio de que Little Mix lançaria um remix da canção com a participação de um rapper, a mesma depois de um dia respondeu à um fan que o tal rapper seria Kid Ink; a versão remix da canção foi lançada afim de alavanca-la nas rádios norte americanas. O lançamento oficial da canção nas plataformas digitais para download e streaming ocorreu no dia 3 de março do mesmo ano.

## Recepção da crítica
Lewis Corner do Digital Spy começou, "Depois de colocar o ex em seu lugar, Little Mix estão ostentando no clube com "Touch". Esta é a primeira vez que o grupo tem um hino de clube cheio de brilho, e seus vocais poderosos e a entrega feroz cabem perfeitamente. Há uma linha de baixo sedutora, as batidas pop nos lugares certos, e há cliques prontos para algumas coreografias no ponto. Só um toque do seu amor é suficiente para controlar todo meu corpo, elas flertam no coro. Apenas alguns segundos desta canção é suficiente para assumir o controle de todo o nosso corpo com certeza."

## Composição
"Touch" é uma canção dance-pop e tropical house. Foi descrita como um "hino das boates" por vários críticos. Lewis Corner do Digital Spy, deu uma crítica positiva para para a canção, descrevendo - a como "mais do que pronta para as pistas de dança com vibrações do dancehall, e de batidas e um coro infeccioso que é suficiente para assumir todo o seu corpo". A canção é composta na chave de C# Minor e tem um tempo de 102 batimentos por minuto. Os vocais se estendem do B3 ao B4.

## Performance nos charts
Antes de ser lançado como segundo single, a canção debutou na UK Singles Chart na posição de número 22, em 25 de novembro de 2016. A canção reentrou no chart em 16 de dezembro de 2016, seguido pelo performance da canção na final do The X Factor, quando apareceu na posição 23. Na semana seguinte, a música subiu dezenove lugares para o número quatro, onde permaneceu por três semanas. Em 13 de janeiro de 2017, a canção caiu uma posição, indo parar em quinto lugar no chart. A canção marca o décimo top dez do grupo no Reino Unido.
Na Irlanda, a canção atingiu o top 10 no número nove, em 6 de janeiro de 2017, e mais tarde subiu para o número cinco, na semana seguinte atingindo seu pico. Na Escócia, a música atingiu o terceiro lugar em 23 de dezembro de 2016.

## Vídeo Musical
O clipe oficial da canção foi lançado no dia 19 de janeiro de 2017, no canal da Vevo do grupo. O clipe foi codirigido pelo Director X, que já trabalhou com Little Mix em outros clipes, como Little Me, Black Magic e Hair, e pela coreógrafa Parris Goebel, que já trabalhou com cantor canadense, Justin Bieber no clipe de Sorry.

### Recepção da crítica
O clipe teve uma boa recepção vinda da crítica especializada, o jornal inglês, Evening Standard publicou: “Little Mix ignorou as críticas lançando um videoclipe atrevido para seu novo single, ‘Touch’. Perrie Edwards, Jade Thirlwall, Jesy Nelson e Leigh-Anne Pinnock – que foram acusadas recentemente de serem sexuais demais – podem ser vistas se contorcendo no chão e girando com dançarinos homens no vídeo novo”. Metro: “É um ponto de virada com relação aos dias de ‘Wings’, porque essas garotas estão agarrando o empoderamento ‘'pelas bolas'’ e mostrando que não poderiam se importar menos com as críticas recentes sobre serem demasiado sexy”.
MTV: “As garotas do Little Mix acabaram de lançar seu mais novo clipe épico para ‘Touch’ e estamos completamente obcecados. Lá pela 100ª vez que assistimos, decidimos que essas garotas nos representaram de uma maneira mais profunda do que ser apenas um clipe”. The Sun: “Little Mix ficou atrevido com dançarinos homens sexy, mostrando seus movimentos em um clipe novo picante para ‘Touch’. As popstars fazem twerk e movimentos sexuais no seu clipe mais sexy até o momento”. Digital Spy: “Usando botas de couro e maiôs sumários no clipe novo, Perrie Edwards, Jade Thirlwall, Leigh-Anne Pinnock e Jesy Nelson escoram seu material em algo à Beyoncé em ‘Crazy In Love’”. Daily Star: “Repleto de movimentos de quadris e dançarinos descamisados, o clipe novo oferece algumas coreografias sensuais extremamente sexuais. Esfregando-se em homens e empurrando os quadris, o movimento de alta intensidade do quarteto são uma garantia para deixar os fãs sem fôlego”.
Contact Music: “Little Mix tem sido criticado mais uma vez por ser ousado demais depois de lançar o clipe para seu mais recente single, ‘Touch’, com muita dança erótica. No entanto, isso apenas mostra que o grupo está se negando a ouvir a negatividade e está afirmando sua nova personalidade”. Gay Times Magazine: “Little Mix são rainhas da dança no clipe colorido da música ‘Touch’. É a boa do fim de semana”. Capital FM: “Quando se trata de videoclipe, as meninas do Little Mix não fazem nada pela metade. E voce pode comprovar isso com o clipe surpreendente de ‘Touch’”.

## Performances ao vivo
A primeira performance da canção ocorreu na final da décima terceira temporada do The X Factor UK. O grupo também apresentou uma versão acústica da canção em uma livestream para a MTV norte americana. O grupo performou a canção, pela primeira vez em um programa americano, Today Show no dia 28 de fevereiro de 2017. O grupo performou a canção no Kids Choice Awards 2017, com um mashup com Shout Out to My Ex. Em 29 de março de 2017, o grupo apresentou a canção no programa norte americano, The Late Late Show. A canção fez parte da setlist dos shows, que o grupo abriu, da leg norte-americana da turnê Dangerous Woman Tour de Ariana Grande.

### Posições
| Tabela musical (2016–17)                  | Melhor posição |
| ----------------------------------------- | -------------- |
| Austrália (ARIA)                          | 13             |
| Bélgica (Ultratop 50 Flandres)            | 9              |
| Bélgica (Ultratip Valônia)                | 46             |
| Bolívia (Digital Songs Bolivia)           | 24             |
| Canadá (Canadian Hot 100)                 | 57             |
| Eslováquia (Rádio Top 100)                | 50             |
| Eslováquia (Singles Digitál Top 100)      | 45             |
| União Europeia (Euro Digital Songs)       | 5              |
| Escócia (Scottish Singles Chart)          | 3              |
| Filipinas (Philippine Hot 100)            | 33             |
| França (SNEP)                             | 195            |
| Hungria (Single Top 40)                   | 37             |
| Indonésia (CreativeDisc Top 50)           | 2              |
| Irlanda (IRMA)                            | 5              |
| México (Inglés Airplay)                   | 10             |
| Nova Zelândia (RMNZ)                      | 22             |
| Países Baixos (Single Top 100)            | 69             |
| Portugal (AFP)                            | 77             |
| República Checa (Singles Digitál Top 100) | 40             |
| Reino Unido (UK Singles Chart)            | 4              |
| Suécia Heatseekers (Sverigetopplistan)    | 4              |

## Certificações
| País          | Certificador | Certificações | Vendas    |
| ------------- | ------------ | ------------- | --------- |
| Austrália     | ARIA         | 2× Platina    | 140,000   |
| Bélgica       | BEA          | Ouro          | 15,000    |
| Brasil        | PMB          | 2× Platina    | 80,000    |
| Canadá        | Music Canada | Platina       | 80,000    |
| Itália        | FIMI         | Ouro          | 25,000    |
| Nova Zelândia | RMNZ         | Ouro          | 15,000    |
| Países Baixos | NVPI         | Ouro          | 10,000    |
| Reino Unido   | BPI          | 3× Platina    | 1,880,000 |